# Le dernier métro
Le dernier métro (Brasil: O Último Metrô / Portugal: O Último Metro) (1980) é um drama francês dirigido por François Truffaut. O título se refere ao toque de recolher em Paris dado pelos invasores nazistas durante a ocupação da França em 1942, quando os moradores corriam para pegar o último metrô em funcionamento.

## Sinopse
O filme é ambientado na Paris de 1942, quando a cidade estava tomada pelos nazistas. Lucas Steiner, um diretor de teatro judeu, é obrigado a se esconder dos invasores no porão do lugar onde as peças são ensaidas e apresentadas e a única que sabe é sua esposa, a estrela Marion Steiner. Ao iniciarem o ensaio de uma nova peça, o ator Bernard Granger é contratado para protagonista e fazer par com ela. Bernard se mostra mulherengo mas fica intimidado com Marion. Enquanto isso os nazistas ampliam seus domínios na França e perseguem cada vez mais os judeus.

## Elenco
- Gerard Depardieu _____ Bernard Granger
- Catherine Deneuve _____ Marion Steiner
- Jean Poiret  _____ Jean-Loup Cottins
- Andréa Ferréol _____ Arlette Guillaume
- Paulette Dubost _____ Germaine Fabre
- Maurice Risch _____ Raymond Boursier

## Principais prêmios e indicações
Prêmio César 1981 (França)
- Venceu nas categorias de melhor diretor (François Truffaut), melhor ator (Gerard Depardieu), melhor atriz (Catherine Deneuve) e melhor filme, melhor fotografia, melhor edição, melhor música para cinema, melhor desenho de produção, melhor som e melhor roteiro.
- Indicado nas categorias de melhor ator coadjuvante (Heinz Bennent) e melhor atriz coadjuvante (Andréa Ferréol).

Prêmio David di Donatello 1981 (Itália)
- Venceu na categoria de melhor atriz estrangeira (Catherine Deneuve).

Oscar 1981 (EUA)
- Indicado na categoria de melhor filme estrangeiro.

Globo de Ouro 1981 (EUA)
- Indicado na categoria de melhor filme estrangeiro.